# Бой под Дашевом
Бой под Дашевом (польск. Bitwa pod Daszowem) — один из боёв в ходе Польского восстания 1830—1831 годов, который произошёл 2 (14) мая 1831 года близ населённого пункта Дашев между польским войском под командованием генерала Бенедыкта Колышко и отрядами Русской императорской армии под началом генерала от инфантерии Логгина Осиповича Рота.

## Перед боем
После поражения Юзефа Дверницкого при Боремле и бегства его в Австрию, поляки юго-западных губерний, пользуясь выступлением всех наших войск к польской границе, приступили к открытому и давно подготовленному восстанию. 15 (27) апреля 1831 года  три брата Сабанские первыми подняли знамя бунта в своем поместье Петковке, близ Ольгополя, собрав до 500 человек. Не встречая сопротивления, эта группа быстро увеличилась и направилась к местечку Красноселке. Здесь предводителем был избран 80-летний, но ещё весьма бодрый, генерал Колышко, управлявший во времена Костюшко восстанием в Подолии. Силы мятежников возросли до 6000 легкой конницы и 700 человек пехоты при 7 орудиях. В Гранове 2 (14) мая 1831 года Колышко от лица всех собравшихся присягнул на верноподданство будущему польскому королю и был провозглашен главнокомандующим всеми силами, действующими на юге.
С рассветом Колышко выступил к Дашеву, откуда был намерен идти на Киев, слабо защищённый русскими войсками. Но неожиданное появление генерала Рота разрушило все планы Колышко. По получении первых известий о начавшихся в Подолии беспорядках, Рот выступил из Бессарабии и форсированными маршами прибыл в Каменец-Подольск, откуда двинулся с Харьковским уланским полком, 2 батальонами 35-го егерского полка и 6 орудиями проселочными дорогами в Петковку. В это же время генерал Шереметев с 2 полками улан и 6 пушками был направлен левее к Ладыжину. В Петковке Рот узнал, что мятежники пошли в Гранов, а также что генерал-лейтенант Христофор Романович Рейтерн с 3 полками поселенной Бугской уланской дивизии, следуя к Ладыжину, находится в нескольких километрах от Петковки; соединившись последним Рот перешел реку Южный Буг вброд близ Ладыжина и повернул на Гайсин, куда прибыл ночью на 2 (14) мая 1831 года.
После нескольких часов отдыха он отправил генерал-майора Степана Герасимовича Соболевского с 2 батальонами егерей, Ольвиопольским уланским полком и 2 орудиями по большой дороге в Гранов, а сам с 3 полками улан и 4 орудиями пошел вверх по левому берегу реки Соба, чтобы пресечь дорогу мятежникам в Дашев и ударить им в правый фланг и тыл.
Поляки, не зная о прибытии Рота и полагая, что за ними идет только отряд Рейтерна, продолжали следовать в Дашев, куда и прибыли в 10 часов утра. Арьергард из 4 эскадронов Победзинского находился в 6 километрах позади, у села Городка, наблюдая за Киевской дорогой, когда (около 2-х часов дня) отряд Рота приблизился к Городку. Во главе шел дивизион Одесского уланского полка; за ним, в расстоянии около полутора километров, Рот с 2 дивизионами и 2 конными орудиями; несколько позади — остальные два полка и орудия.

## Сражение
По выходе из Городка головной дивизион был атакован и опрокинут мятежниками, но Рот встретил поляков картечным огнем, чем принудил их отступить; Одесский уланский полк прошёл Городок в направлении на Дашев и выстроился влево от большой дороги. По первому пушечному выстрелу мятежники поспешили из Дашева и стройно развернулись против Рота. На их правом фланге находилась густая пехотная колонна — до 1000 человек, имевшая впереди себя 4 орудия; центр и левое крыло с 3 артиллерийскими орудиями построены были в 2 линии развернутым фронтом и с надлежащими интервалами.
Между тем, подоспели Харьковский и Вознесенский уланские полки; Рот, поставив первый на левом фланге, против сомкнутой колонны, Рейтерна же с 2 драгунскими полками — против центра и левого фланга — немедленно двинулся вперед. Начался ряд атак, в которых особенно отличился Харьковский уланский полк, но и мятежники защищались мужественно, отступали в порядке и опрокинутые неоднократно возобновляли нападение. Трофеями русских стали 4 орудия неприятеля. Наконец, неприятельская конница, начала отходить. Пехота мятежников, оставшись одна, была атакована уланами и частью положена на месте, частью захвачена в плен с оставшимися тремя орудиями.
Под вечер мятежники, усилившись у самого Дашева резервами, решили снова контратаковать. Собрав до 500 отважных и прекрасно вооруженных всадников, они внезапно бросились вперед и напали на российские орудия, причём во время этой атаки сам Рот едва не был заколот. Рот с одним эскадроном Харьковского уланского полка ударил с фронта, 2 эскадрона Вознесенского уланского полка, обскакав с правого фланга, атаковали восставших с тыла. Большая часть поляков полегла тут же, остальные были уничтожены 2-й русской линией; лишь очень немногим удалось пробиться до Киевской дороги и ускакать в Линцы. Колышко поспешно отступил туда же.

## Потери
Потери русских: до 30 человек убитых и до 70 раненых, в том числе 8 офицеров.

## Итоги
Поражение мятежников при Дашеве прекратило одним решительным ударом восстание на юге Польши.
В ходе этого боестолкновения пропал без вести польский аристократ, путешественник и востоковед Вацлав Северин Ржевуский; польский поэт и драматург Юлиуш Словацкий написал об этих событиях своё знаменитое произведение «Duma o Wacławie Rzewuskim».